# Római tál

Römertopf

A római tál vagy római fazék  egy főzésre is alkalmas agyagedény,  többnyire agyagfödővel.

## A név eredete
A név  fajtanévvé vált védjegy, a német "Römertopf" szó tükörfordítása. A név eredetileg  a Römertopf Keramik gyártó cég bejegyzett védjegye volt. A RÖMERTOPF szóvédjegyek illetve ábrás védjegyek egyetlen országban sem állnak oltalom alatt. 

## Története

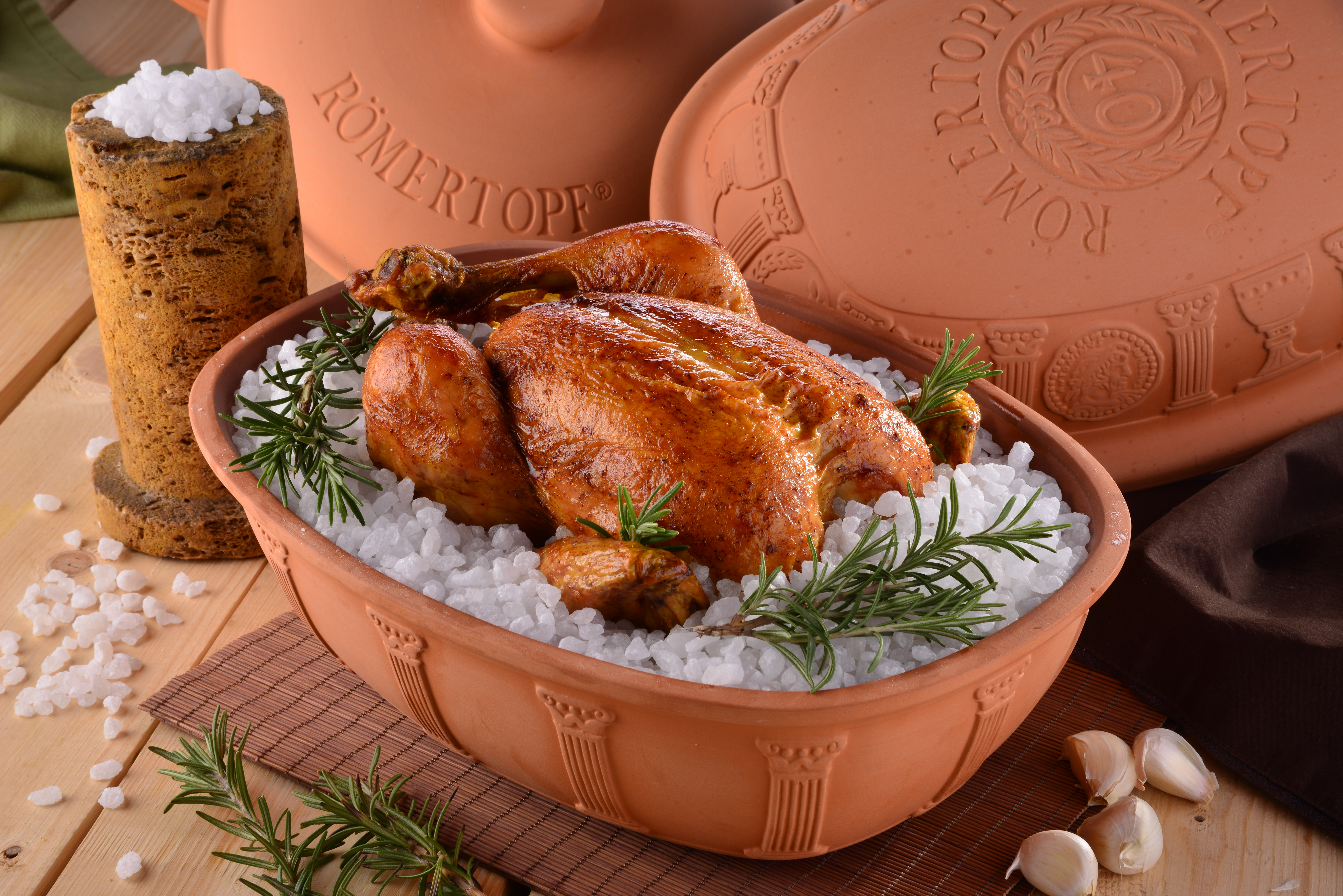
Brojlercsirke sóágyon

A római tál kiégetett, agyagból készült edény, általában ugyanabból az anyagból készült fedéllel. Az ételt sütőben készítik. Főként az 1970-es és 1980-as években vált népszerűvé a német konyhában. 
A termék gyártása 1967-ben kezdődött; feltalálója azt mondta, hogy olaszországi utazása során vette az ötletet, amikor arra gondolt, hogy a rómaiak hogyan készíthették el ételeiket. Az őskori vadászok is agyagrétegbe burkolták zsákmányukat, hogy aztán hamuban vagy nyílt tűzön megfőzzék. A rómaiak tökéletesítették az étel párolását saját lében, amikor előnyben részesítették az agyagedényeket a vasedényekkel szemben.
Észak-Afrika népei ma is készítenek ételeket hegyes tetejű ta(d)zsinban, amelyet Japánban is használnak, hasonlóan a fedél nélküli svájci caquelonhoz. Húsétkeket, gyakran hüvelyesekkel, évszázadok óta főznek agyagfazékban számos kultúrában: pl. a Balkán-félszigeten, a gyuvecset az azonos nevű edényben, a kínai saguót, a spanyol frijoles de la ollát (bab agyagedényben), a török birkapörköltöt, a kuzu güveç-et, vagy Itáliában mindenféle húsos fogást a (nyitott) pirofila di terracottában.
Kenyértárolónak használva, a pékáru benne sokáig friss marad. Különösen alkalmas még pl. teljes kiőrlésű lisztből készülő kenyér sütésére, ui. a jó hőtárolás miatt tésztája nem esik össze, magas és laza marad.
A római tál alkalmas mikrohullámú sütőben való használatra, és mosogatógépben is tisztítható. A gyártó azt javasolja, hogy időnként ecetes vízzel főzzük ki.

## Előnyei
- A főzés minimális folyadék hozzáadásával történik. Az íz, a szaft, az aroma és a tápanyagok szinte teljesen megmaradnak.
- A főzés szinte minden ilyen edényben elvégezhető zsiradék hozzáadása nélkül.
- A fedő védi a sütőt a kifröccsenő szennyeződések ellen, semmi sem éghet oda, és nem forrhat fel.
- Ha az étel túl sokáig a kemencében marad, gyakorlatilag annak sincs negatív hatása, mivel az edény nedvességtartalma miatt megakadályozza az étel kiszáradást.
- A hús porhanyósabbá válik, mint más típusú edényben.
- Nincs, vagy minimális szag van a konyhában.
- A tűzhely és a konyha nem szennyeződik.
- Jobb a hőeloszlás, mint a fémedényeknél.
- A hőt hosszabb ideig tárolják, mint a fémedények.

## Hátrányai
- A római edény azonnal használatra kész, ha felhasználás előtt legalább 10-20 percig vízbe áztatjuk, hogy gőzfőzőként is működjön. A hosszabb ideje használatban lévő római edények belső részén általában patina alakul ki. Ennek eredményeként már nem érdemes az edényt felhasználása előtt beáztatni, mivel anyaga már alig tud vizet felszívni.
- A római edény érzékenyebb a hirtelen hőváltozásra, mint a fémedények, ezért soha ne tegyük be forró kemencébe, vagy forrón hideg folyadékkal ne öntsük le, mivel a kerámia a hőmérsékleti sokk miatt összetörhet. Ugyanebből az okból a forró római edényt soha ne helyezzük hideg vagy nedves felületre, hanem csak fára, parafára, száraz konyharuhára vagy más szigetelő felületre.

## Fordítás
Ez a szócikk részben vagy egészben  a   Römertopf című német Wikipédia-szócikk ezen változatának fordításán alapul.  Az eredeti cikk szerkesztőit annak laptörténete sorolja fel. Ez a jelzés csupán a megfogalmazás eredetét és a szerzői jogokat jelzi, nem szolgál a cikkben szereplő információk forrásmegjelöléseként.